# Guy Cooper
Guy Cooper   (Stillwater, 24 de febrer de 1962) és un antic pilot professional de motocròs nord-americà. Va competir als Campionats AMA entre el 1984 i el 2002 i en va guanyar un títol de motocròs, concretament el de 125cc del 1990. A banda, va guanyar un Campionat del Món de supercross (1993) i va competir també en enduro, modalitat en què va arribar a guanyar dues medalles d'or als Sis Dies Internacionals.

## Palmarès
Títols per any
| Any  | Equip  | Campionat        | Classe |
| ---- | ------ | ---------------- | ------ |
| 1990 | Suzuki | AMA Motocross    | 125cc  |
|      |        |                  |        |
| 1993 | Honda  | World Supercross | -      |